# Тимошенко Олена Іванівна
Тимоше́нко Оле́на Іва́нівна (нар. 26 травня 1959, Львів) — доктор філософських наук, доцент, Ректор Європейського університету , академік Академії політичних наук, голова Асоціації вищих навчальних закладів України приватної форми власності .

## Життєпис

### Родина та освіта
Народилася в місті Львові. Батько — Іван Іванович Тимошенко, мати — Зоя Іванівна Тимошенко . Педагог у третьому поколінні українських освітян, Олена Іванівна закінчила у 1980 році  Запорізький державний педагогічний інститут з червоним дипломом, аспірантуру (1982-1986) Київського державного університету ім. Т. Г. Шевченка, захистила у 1991 році кандидатську дисертацію та отримала вчене звання кандидата історичних наук, у 2004 році отримала звання доцента кафедри безпеки підприємств та у 2013 році захистила дисертацію і отримала диплом доктора філософських наук за спеціальністю «Філософія освіти».

### Педагогічна кар’єра
Перший досвід практичної роботи отриманий Оленою Іванівною на посаді асистента кафедри історії (1980-1982) в Машинобудівному інституті міста Запоріжжя продовжився після закінчення аспірантури в Київському політехнічному інституті — викладачем кафедри історії в 1986-1991 роках.
На початку 90х Олена Іванівна створила авторську систему освіти, враховуючи потреби суспільства та нові методики для навчання своїх синів, — дитячий садок — початкова школа — гімназія «Єколенд». 
Згодом «Єколенд» став частиною створеного родиною Тимошенків навчального проекту безперервної освіти, який зараз має назву яслі-садок-ліцей «Євроленд» — бізнес-коледж Європейського університету — Європейський університет — аспірантура — докторантура. Тимошенко Олена працювала над розвитком довузівської системи, що було тісно пов'язано з її роботою проректора з навчально-наукової роботи та інновацій ПЗВО «Європейський університет». Під її керівництвом був створений навчально-науковий інститут права та безпеки підприємства.
З березня 2021 року на посаді ректора Олена Іванівна впроваджує модель неперервної інноваційної гуманітарної освіти, спрямовує свої зусилля на розвиток закладу, покращення науково-педагогічного складу та матеріально-технічної бази.
Олена Тимошенко член клубу ректорів та проректорів Європи з 2009 року, від Федерації миру в усьому світі має почесне звання Посол миру, академік Академії політичних наук з 2016 року,  голова Асоціації вищих навчальних закладів України приватної форми власності.

### Наукова діяльність
З 2009 року Олена Іванівна є організатором щорічної конференції «Безпекотворення: питання теорії, практика та правові аспекти» та є головою редакційної колегії щорічного спеціалізованого збірника за матеріалами традиційної міжнародної науково-практичної конференції з безпеки, є головою редакційної колегії журналу «Економіка i управління», впроваджує StartUp рух в університеті. Вона є автором понад 100 наукових праць з історії, педагогіки, менеджменту освіти та менеджменту безпеки.
Має друковані посібники: «Історія України у запитаннях та відповідях» (2002), «Організаційно-правові основи захисту інформації з обмеженим доступом» (2006), «Етика і етикет сучасного бізнесу — безпеки» (2007), «Противодействие рейдерству» (2008), монографію «Філософія як методологія формування та впровадження високих педагогічних ідей» та ряд статей в педагогічній та юридичній пресі.
19 квітня Олена Тимошенко спільно з проректорами університету взяли участь у XXIV Міжнародній науковій конференції "Зміни — основа сталого суспільства" в Латвії (Туріба), де представили доповідь на тему «Забезпечення управління інформаційною безпекою підприємств України в умовах воєнного стану».

### Волонтерська діяльність
З початком збройної агресії РФ проти України, Олена Іванівна активно займається волонтерством, підтримуючи військових ЗСУ та організації, які допомагають ВПО. За її ініціативи, разом у співпраці з очільником Луганської військової адміністрації Сергієм Гайдаєм, було відкрито хаб-шелтер для сімей вимушених переселенців з Луганської області. Крім того, Європейський університет один з перших приєднався до ініціативи приватних 3BO, які приймають на безкоштовне навчання студентів з тимчасово окупованих територій.

## Нагороди та відзнаки
Тимошенко Олена Іванівна нагороджена Нагрудним знаком «Відмінник освіти України», Знаком «За розбудову освіти», Почесною грамотою Міністерства юстиції України, Почесною грамотою Київського міського голови, Подякою Київського міського голови, Нагрудним знаком «Василь Сухомлинський», Орденом Ломоносова, Грамотою Головного управління у справах сім'ї та молоді Київської міської державної адміністрації, Орденом «Громадянської мужності», Відзнакою ОГФ України ОГП ДК , Почесною відзнакою «За духовне відродження нації», «Золотий Знак УСПП», Орденом «Святих Кирила і Мефодія» УПЦ Київського Патріархату, Нагрудним пам'ятним знаком «П'ять років ОГФ України ОГП ДК», Грамотою Святошинської районної в місті Києві Державної адміністрації управління освіти, Орденом Святої Рівноапостольної Княгині Ольги, Орден Святої Великомучениці Варвари УПЦ Київського Патріархату, Медаль Національної Академії педагогічних наук України «Григорій Сковорода».